# Trpimir I di Croazia
Trpimir I (in latino Trepimerus o Aprimirus; ... – 864) è stato un principe (in croato Knez) della Croazia bianca.
È il fondatore della dinastia croata dei Trpimirović. Fu un vassallo dell'imperatore dei Franchi Lotario I, ma usò spesso la rivalità fra Franchi e Bizantini per controllare con maggiore autonomia le sue terre.
Trpimpir succedette al duca croato Mislav nell'845 e fu incoronato a Clissa. Trpimir combatté con successo contro i popoli confinanti e contro gli strateghi di Zara nelle città costiere bizantine fra l'846 e l'848. Nell'853 respinse un attacco dell'armata bulgara di Boris I e riuscì a stipulare un trattato di pace con il sovrano bulgaro.
Il 4 marzo dell'852 il duca croato rilasciò un editto a Biaći (in loco Byaci dicitur) in latino che confermava alcune donazioni di Mislav all'arcivescovo di Spalato. In questo documento Trpimir si considerava per grazia di Dio, Duca dei Croati (Dux Chroatorum iuvatus munere divino), e considerava il suo territorio come Regnum Chroatorum.
Il famoso teologo Godescalco d'Orbais fece parte della corte di Trpimir tra l'846 e l'848; il suo lavoro De Trina deitate è un importante riferimento storiografico per la conoscenza del regno di Trpimir.
Una lapide a Rižinice, presso Salona, ricorda: «pro duce Trepime(ro...preces XPO submittati[s et inclinata habe]te cola treme[ntes]. ».
Il re inoltre favorì la diffusione dei monasteri benedettini in Croazia e fondò egli stesso un convento a Salona. Mandò più volte suo figlio Pietro in pellegrinaggio a Cividale.